# 峇里貓
峇里貓（Balinese）是一种长毛的家猫，毛色近似暹罗猫，有天蓝色的眼睛。它实际就是由暹罗猫培育出来的长毛品种。与暹罗猫一样，其性格十分活泼。
虽然名字里有峇里二字，但它本身与峇厘岛没有关系。

## 历史

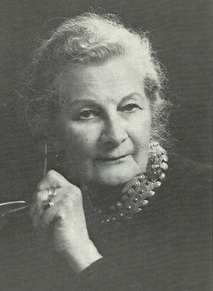
Sylvia Holland

长毛的暹罗猫至少在1900年代就已经出现了，后来逐渐在美国流行开来。美国插画家西尔维娅·霍兰德（Sylvia Holland）在1960至70年代建立了巴厘猫评定标准。

### 爪哇猫

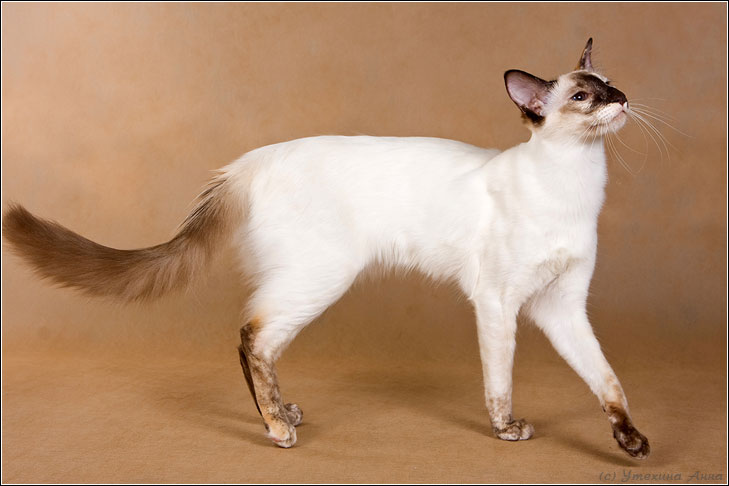
爪哇猫

巴厘猫和某种短毛猫产生了爪哇猫这一品种，一些猫协会认为它们不应算是两个品种。